# Irlanda ai XIX Giochi olimpici invernali
L'Irlanda partecipò ai XIX Giochi olimpici invernali, svoltisi a Salt Lake City, Stati Uniti, dall'8 al 24 febbraio 2002, con una delegazione di 6 atleti impegnati in quattro discipline.